# Claire Aho
Pour les articles homonymes, voir Aho.
Claire Aho (née le 2 novembre 1925 à Helsinki et morte le 29 novembre 2015 à Stockholm) est une photographe finlandaise.

## Distinctions
- Chevalier de l'ordre de la Rose blanche